# 10090 Sikorsky
10090 Sikorsky è un asteroide della fascia principale. Scoperto nel 1990, presenta un'orbita caratterizzata da un semiasse maggiore pari a 2,3692893 UA e da un'eccentricità di 0,1285434, inclinata di 6,30480° rispetto all'eclittica.